# أنسونيا (أوهايو)
أنسونيا (بالإنجليزية: Ansonia, Ohio)‏ هي منطقة سكنية تقع في الولايات المتحدة في مقاطعة دارك. يقدر عدد سكانها بـ 1,174 نسمة ومساحتها 2.10 كم2 وترتفع عن سطح البحر 304 متر.

## التركيبة السكانية
قام مكتب تعداد الولايات المتحدة بتحديد بيانات التركيبة السكانية لأنسونيا في تعداد الولايات المتحدة. في ما يلي، التركيبة السكانية حسب تعدادي 2000 و2010.

### تعداد عام 2000
بلغ عدد سكان أنسونيا 1,145 نسمة بحسب تعداد عام 2000، وبلغ عدد الأسر 451 أسرة وعدد العائلات 331 عائلة مقيمة في القرية. في حين سجلت الكثافة السكانية 1,717.0 نسمة لكل ميل مربع (662.9/كم2). وبلغ عدد الوحدات السكنية 479 وحدة بمتوسط كثافة قدره 718.3 نسمة لكل ميل مربع (277.3/كم2).
وتوزع التركيب العرقي للقرية بنسبة 99.13% من البيض و 0.26% من الأمريكيين الأصليين و 0.09% من عرقين مختلطين أو أكثر.
بلغ عدد الأسر 451 أسرة كانت نسبة 35.3% منها لديها أطفال تحت سن الثامنة عشر تعيش معهم، وبلغت نسبة الأزواج القاطنين مع بعضهم البعض 55.9% من أصل المجموع الكلي للأسر، ونسبة 11.1% من الأسر كان لديها معيلات من الإناث دون وجود شريك، وكانت نسبة 26.6% من غير العائلات.
بلغ العمر الوسطي للسكان 34 عاماً. وكانت نسبة 27.7% من القاطنين تحت سن الثامنة عشر، وكانت نسبة 8.6% بين الثامنة عشر والأربعة وعشرون عاماً، ونسبة 30.0% كانت واقعةً في الفئة العمرية ما بين الخامسة والعشرون حتى والأربعة وأربعون عاماً، ونسبة 21.3% كانت ما بين الخامسة والأربعون حتى الرابعة والستون، ونسبة 12.5% كانت ضمن فئة الخامسة والستون عاماً فما فوق. يوجد لكل 100 أنثى 97.8 ذكر، ويوجد لكل 100 أنثى في الثامنة عشر من عمرها فما فوق 100.5 ذكر.
بلغ متوسط دخل الأسرة في القرية 35,882 دولار، أما متوسط دخل العائلة فبلغ 38,529 دولار. وكان متوسط دخل الذكور 28,452 دولار مقابل 22,460 دولار للإناث. وسجل دخل الفرد الخاص بالقرية 16,633 دولار. وكانت نسبة 4.2% من العائلات ونسبة 7.0% من السكان تحت خط الفقر، وكان من هؤلاء نسبة 12.7% تحت سن الثامنة عشر ونسبة 1.7% في الخامسة والستين من العمر وما فوق.

### تعداد عام 2010
بلغ عدد سكان أنسونيا 1,174 نسمة بحسب تعداد عام 2010، وبلغ عدد الأسر 448 أسرة وعدد العائلات 322 عائلة مقيمة في القرية. في حين سجلت الكثافة السكانية 1,486.1 نسمة لكل ميل مربع (573.8/كم2). وبلغ عدد الوحدات السكنية 500 وحدة بمتوسط كثافة قدره 632.9 لكل ميل مربع (244.4/كم2).
وتوزع التركيب العرقي للقرية بنسبة 98.8% من البيض و 0.3% من الأمريكيين الأصليين و 0.2% من الأمريكيين ذوي الأصول الآسيوية و 0.6% من عرقين مختلطين أو أكثر.
بلغ عدد الأسر 448 أسرة كانت نسبة 37.5% منها لديها أطفال تحت سن الثامنة عشر تعيش معهم، وبلغت نسبة الأزواج القاطنين مع بعضهم البعض 50.0% من أصل المجموع الكلي للأسر، ونسبة 14.5% من الأسر كان لديها معيلات من الإناث دون وجود شريك، بينما كانت نسبة 7.4% من الأسر لديها معيلون من الذكور دون وجود شريكة وكانت نسبة 28.1% من غير العائلات.
بلغ العمر الوسطي للسكان 35.4 عاماً. وكانت نسبة 27.6% من القاطنين تحت سن الثامنة عشر، وكانت نسبة 9.3% بين الثامنة عشر والأربعة وعشرون عاماً، ونسبة 25.1% كانت واقعةً في الفئة العمرية ما بين الخامسة والعشرون حتى والأربعة وأربعون عاماً، ونسبة 27.5% كانت ما بين الخامسة والأربعون حتى الرابعة والستون، ونسبة 10.3% كانت ضمن فئة الخامسة والستون عاماً فما فوق. وتوزع التركيب الجنسي للسكان بنسبة 48.5% ذكور و51.5% إناث.